# Stina Sundberg
Anna-Stina Sundberg, född 11 augusti 1954 i Morjärvs kyrkobokföringsdistrikt, Norrbottens län, död 3 februari 2011, var en svensk politiker och ledamot i Feministiskt initiativs partistyrelse från 10 september 2005 samt partiets talesperson tillsammans med Gudrun Schyman från 2007. Stina Sundberg var den första partiledaren i Sverige som varit öppet lesbisk.
I juni 2010 deltog Stina Sundberg i den uppmärksammade manifestationen under Almedalsveckan i Visby där Feministiskt initiativ eldade hundratusen kronor för rättvisa löner.
Sundberg arbetade som strategisk jämställdhetssamordnare för Västra Götalandsregionen. Hon var tidigare organisationschef på Rörelsefolkhögskolornas intresseorganisation (RIO). Tidigare har hon varit med och startat och arbetat som lärare och rektor på Kvinnofolkhögskolan och varit aktiv inom Kvinnohuset/Kvinnocentrum i Göteborg, Lesbisk Front, Tjejfilm med flera.
Stina Sundberg tilldelades 2010 års Allan Hellman-pris postumt för sitt arbete för kvinnor, hbt-rörelsen och sexuellt likaberättigande.